# Route 11 (Bolivie)
Pour les articles homonymes, voir Route 11.
La route 11 (en espagnol: Ruta 11) est une route nationale de l'État de Bolivie située entièrement dans le département de Tarija. 
Les 243 kilomètres de la route à l'ouest de Villamontes sont ajoutés au réseau routier national (Red Vial Fundamental) par le décret suprême 25134 du 31 août 1998. Quant à eux, les 127 kilomètres restants jusqu'à la frontière avec le Paraguay y sont ajoutés par la loi 2187 du 12 avril 2001.

## Itinéraire

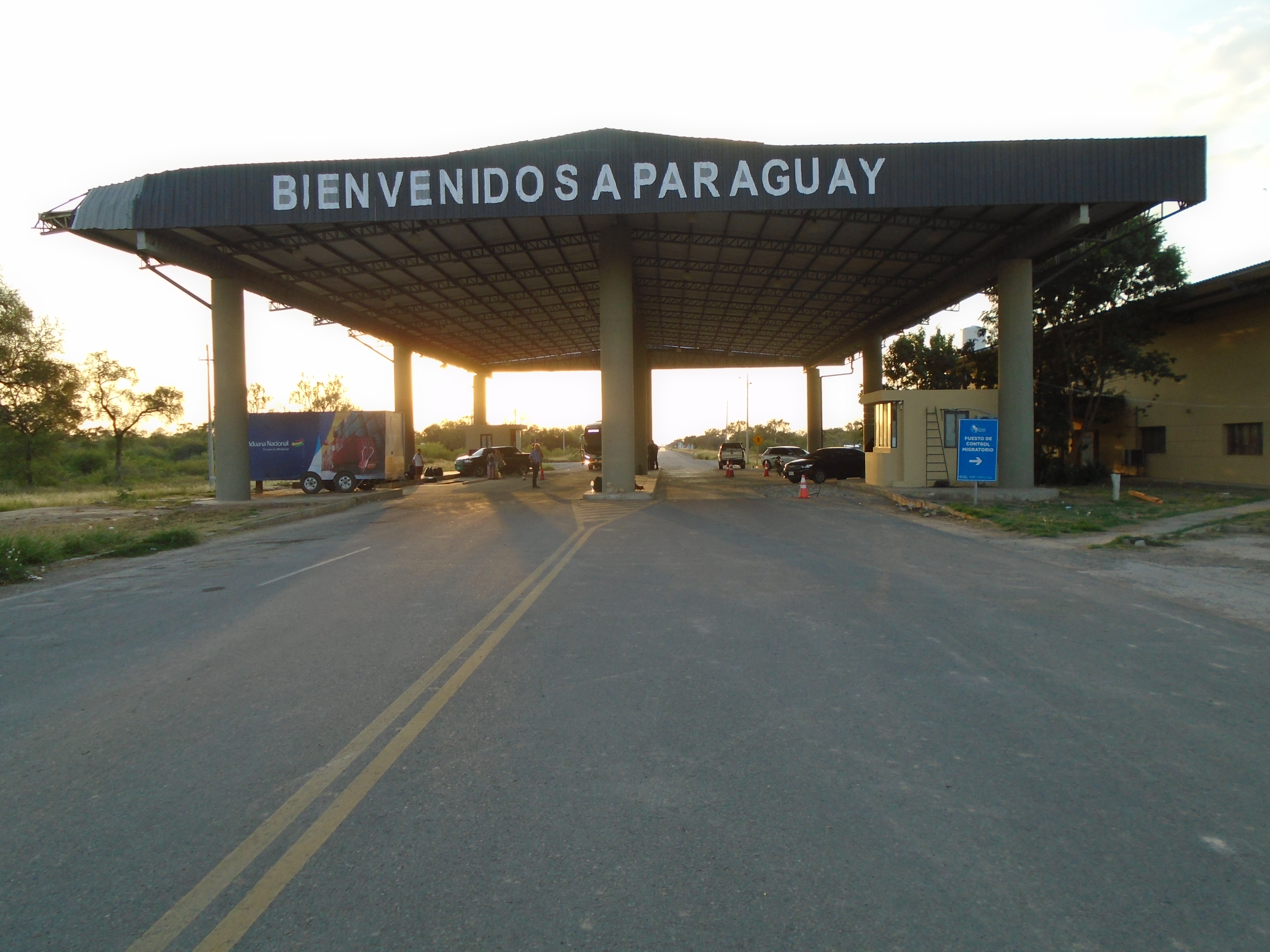
Douane à Cañada Oruro.

La route 11 s'étend sur 370 kilomètres et traverse le sud de la Bolivie d'ouest en est, de la limite orientale de la Cordillère orientale à la frontière avec le Paraguay. La route traverse les provinces orientales du département de Tarija. À l'ouest, la route débute à la jonction de la route 1 à Portillo, un village limitrophe de Tarija et termine à l'est dans le village frontalier de Cañada Oruro.  
Mis à part quelques sections, la route 11 est généralement pavée. 

## Villes traversées

### Département de Tarija
- km 0: Tarija (jonction avec la route 1)
- km 1: Portillo
- km 32: Junacas Sur
- km 98: Entre Ríos
- km 173: Palos Blancos
- km 243: Villamontes (jonction avec la route 9)
- km 312: Ibibobo
- km 370: Cañada Oruro